# Rynek w Leżajsku

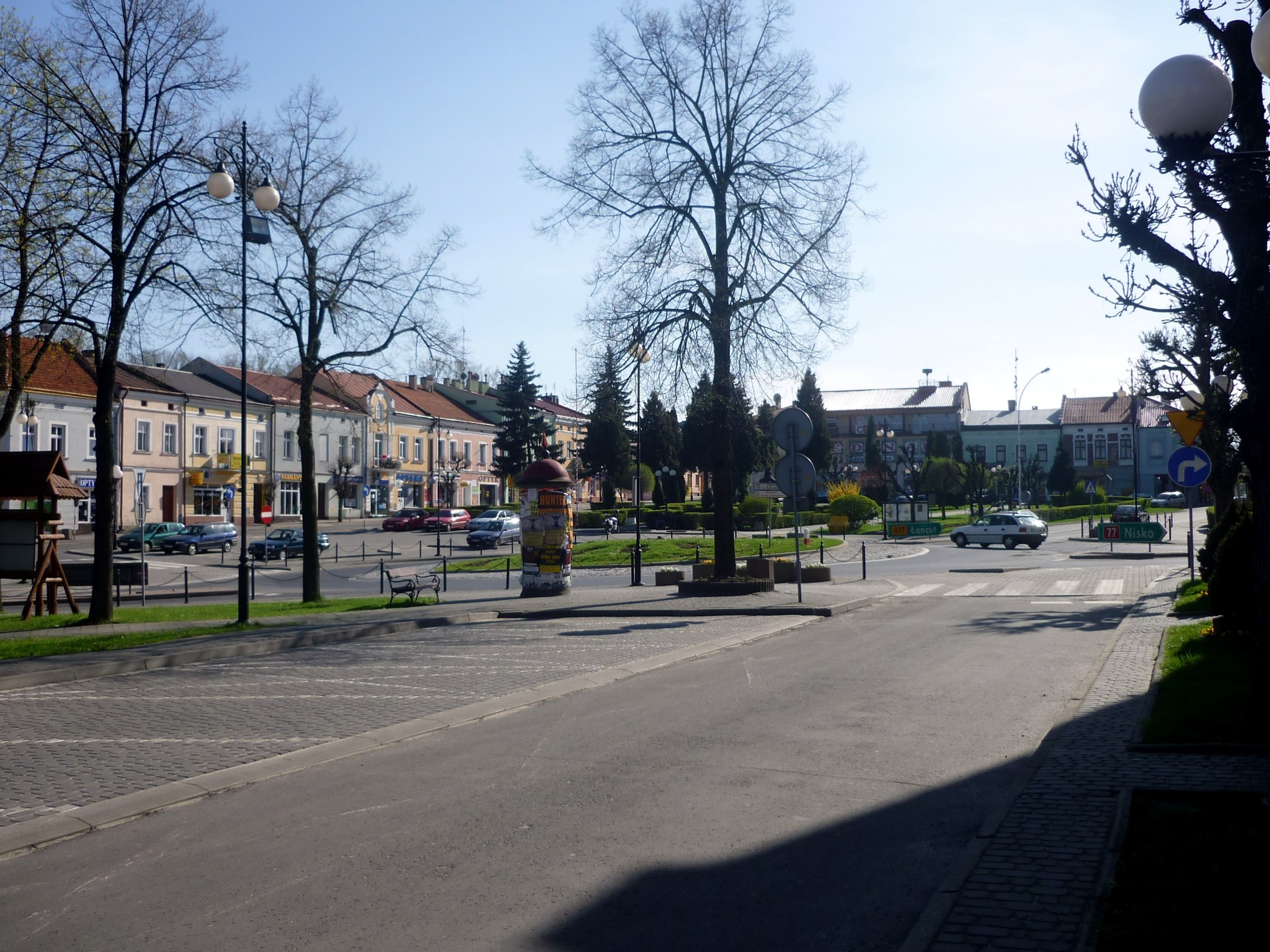

Rynek w Leżajsku – prostokątny plac znajdujący się w centrum starówki Leżajska. Z rynku wychodzą ulice: Mickiewicza, Rzeszowska, Targowa, Krótka, Piekarska, Górna i Jarosławska.
W latach czterdziestych XVIII wieku rozpoczęło się na większą skalę wznoszenie w mieście budynków murowanych, które stawiano przede wszystkim przy Rynku. W zabudowie rynku wyróżniają się, zachowane do dziś kamienice nr 31 i 32, wzniesione w XVIII wieku, które zapewne po 1772 roku nadbudowano o piętro i zaadaptowano na austriacki sąd i więzienie. Wtedy jeszcze pośrodku placu stał drewniany ratusz (spłonął w czasie pożaru miasta w 1834 roku). Na jego miejscu wzniesiono ceglaną budowlę, która jednak już w 1867 roku groziła zawaleniem. Obecny gmach wzniesiono w latach 1869–1870 na miejscu parterowego domu z XVIII wieku. W I połowie XIX wieku kamienice leżajskiego rynku to były głównie budynki parterowe (piętra nadbudowywano z reguły dopiero po pożarze w 1906 roku), usytuowane już kalenicą równolegle do rynku, o dwu- lub trzytraktowym układzie wnętrz parteru. W osi środkowej posiadały najczęściej wąską, sklepioną kolebkowo sień przelotową. Po obu stronach sieni rozplanowane były pomieszczenia sklepowe i magazynowe. Dominującą budowlą rynku jest stojąca w północno-wschodnim narożu wieża z ok. 1616 roku, a za nią zespół kościoła farnego z początku XVII wieku (kościół, plebania, wikarówka i mury wypełniają wschodnią pierzeję rynku). Południowo-wschodnie naroże tworzą budowle kościoła filialnego i biblioteki. Na plantach w centralnym punkcie Rynku w 1997 roku odsłonięto pomnik króla Władysława Jagiełły.
W 2022 roku zakończono rewitalizację rynku, która była szeroko komentowana przez media jako przykład betonozy. 

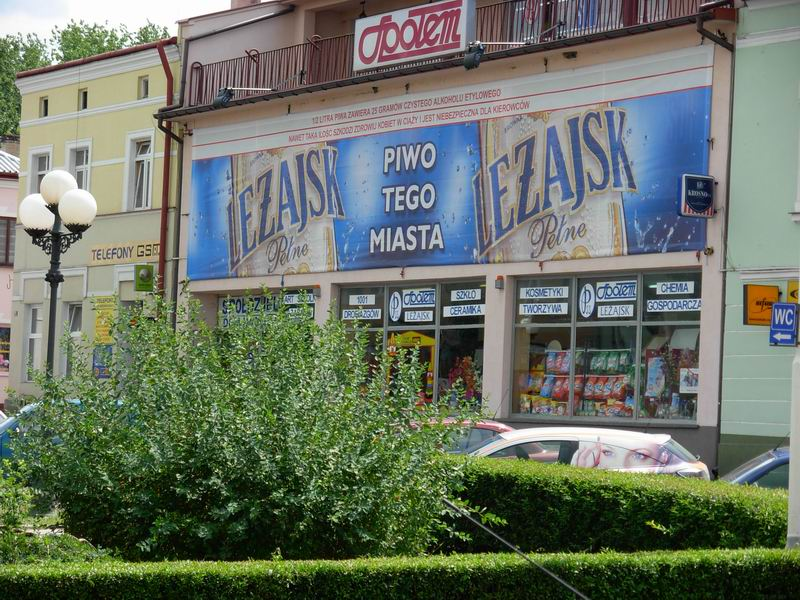
Kamienica (nr 17)
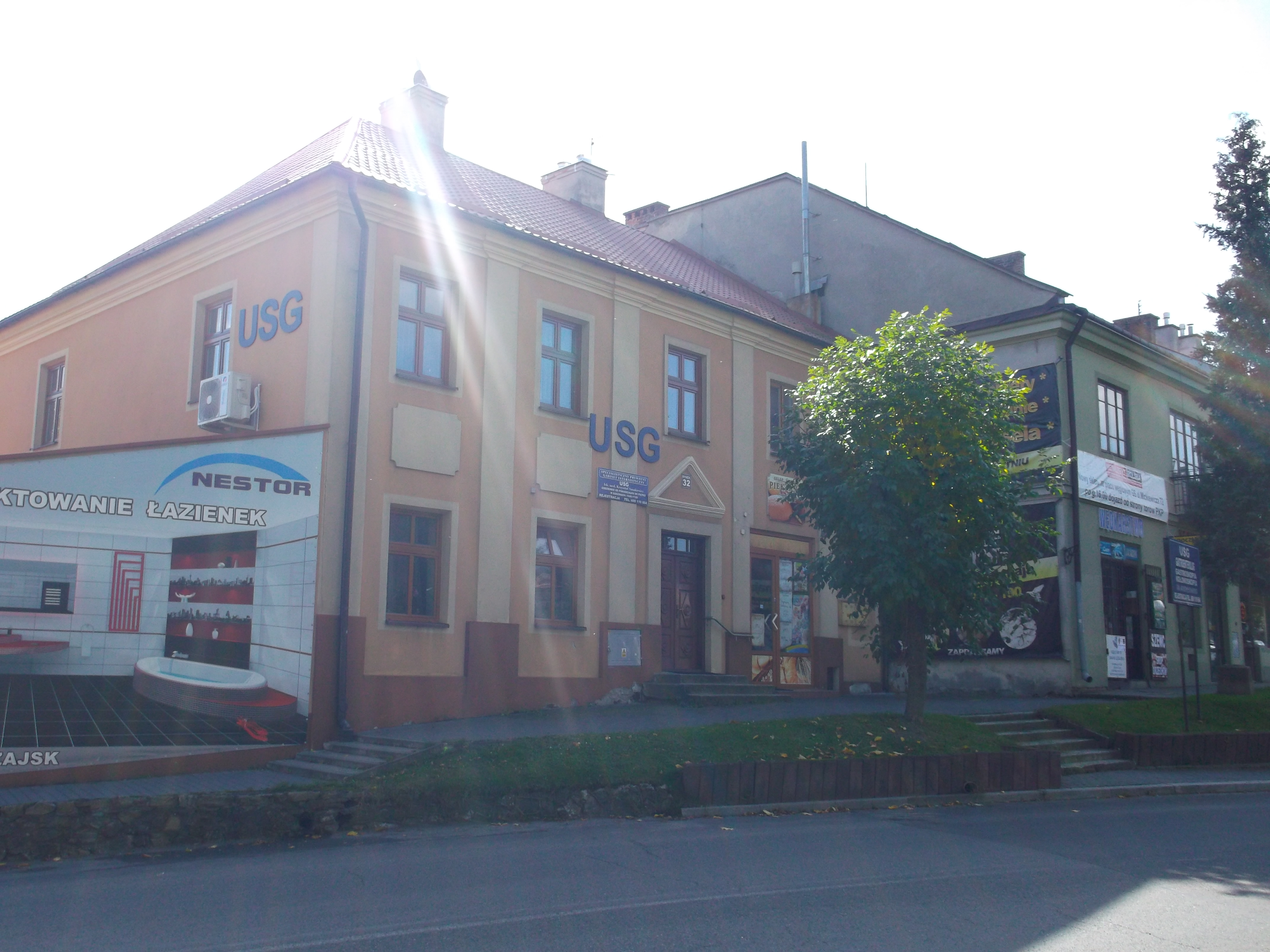
Kamienica (nr 32)
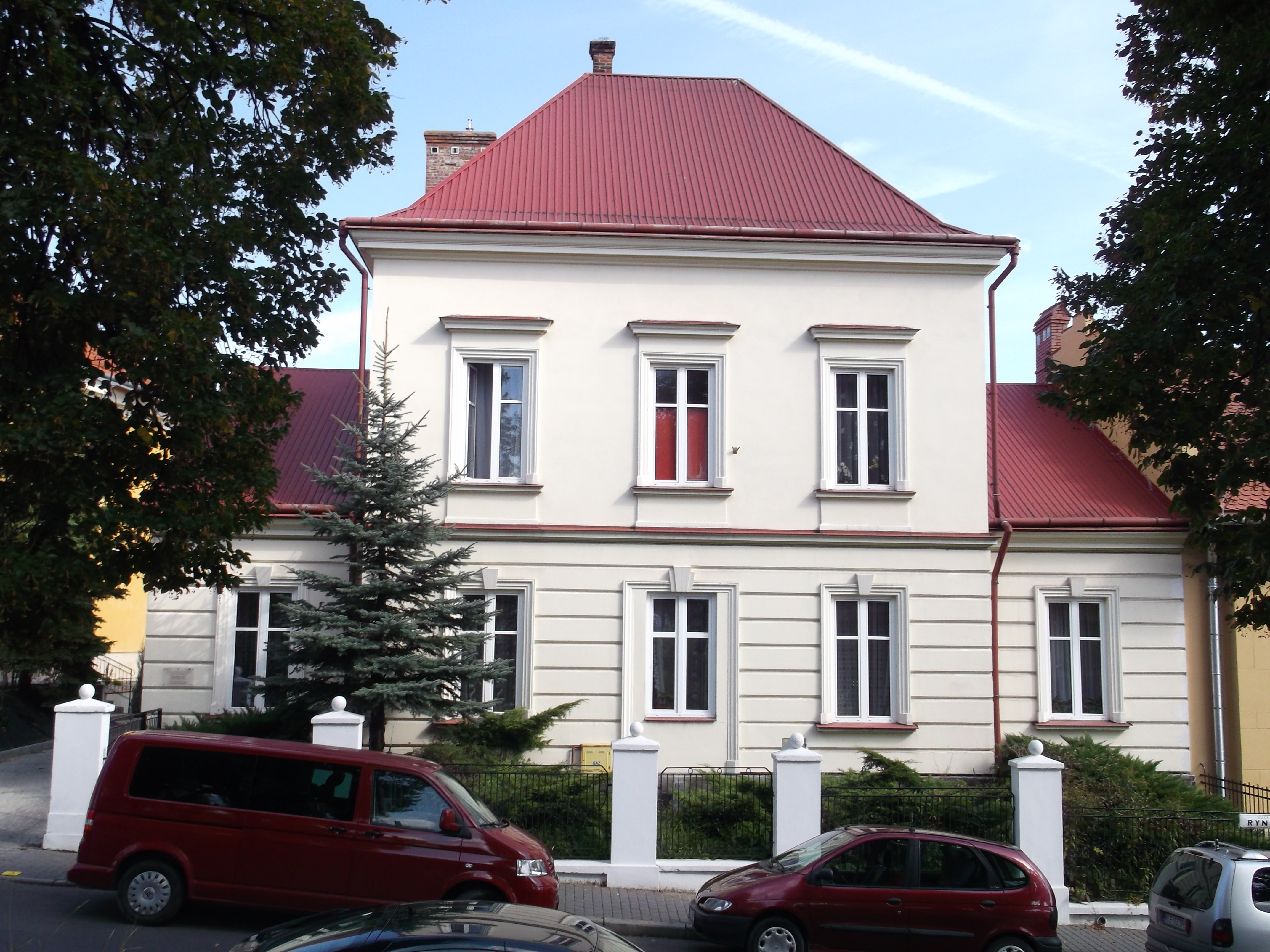
Wikarówka (nr 35)
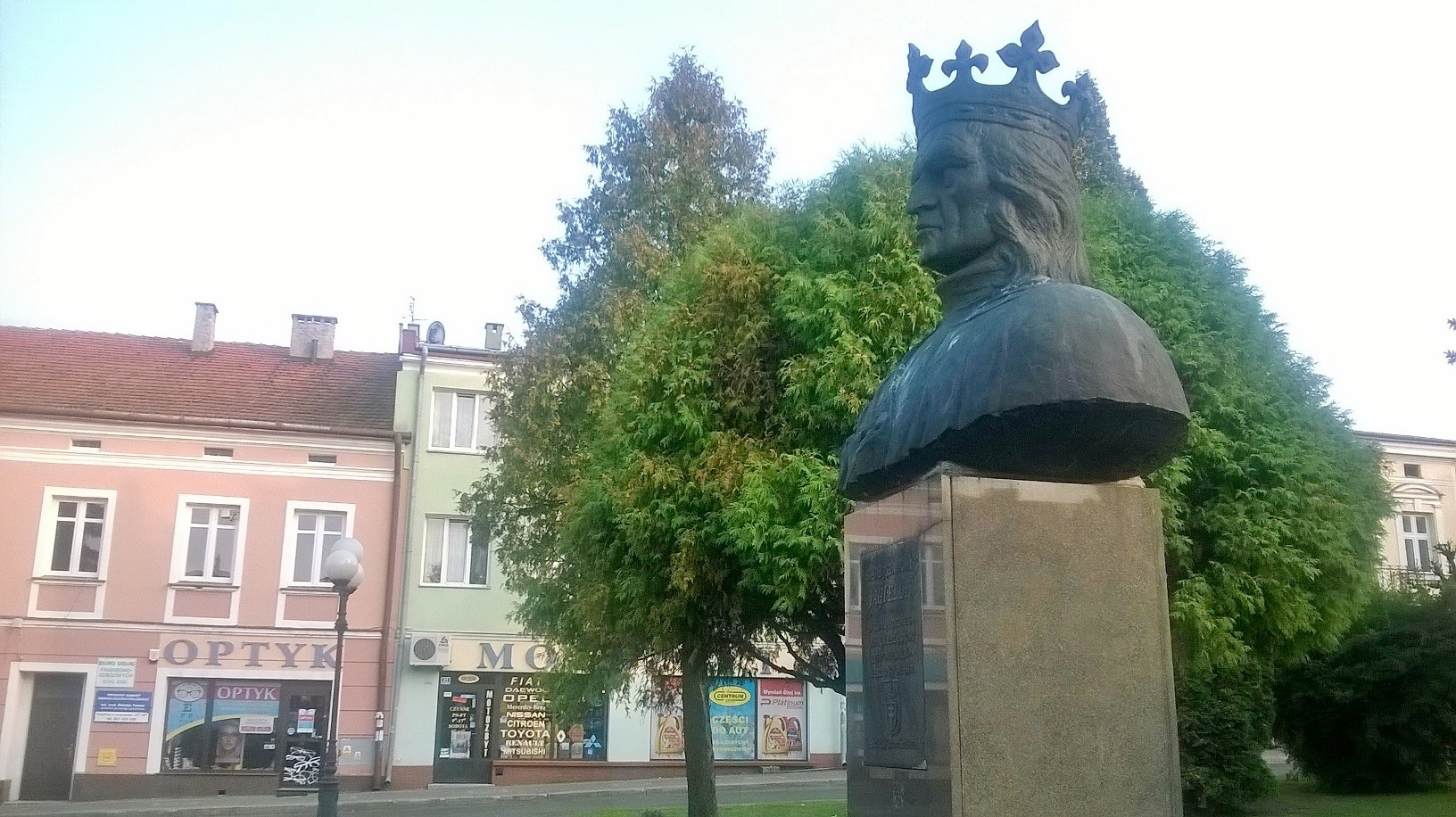
Pomnik Władysława Jagiełły
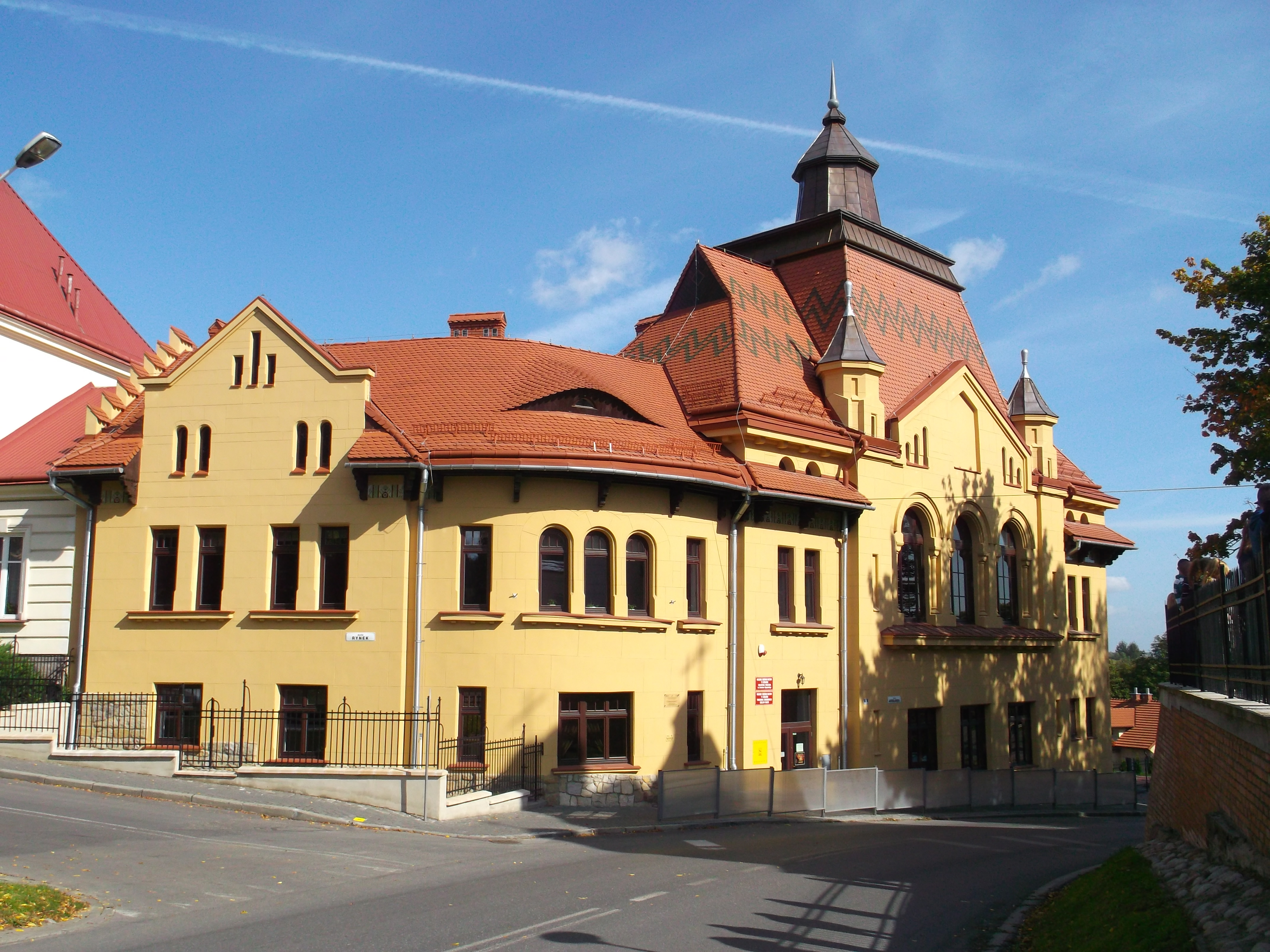
Biblioteka (widok z rynku)
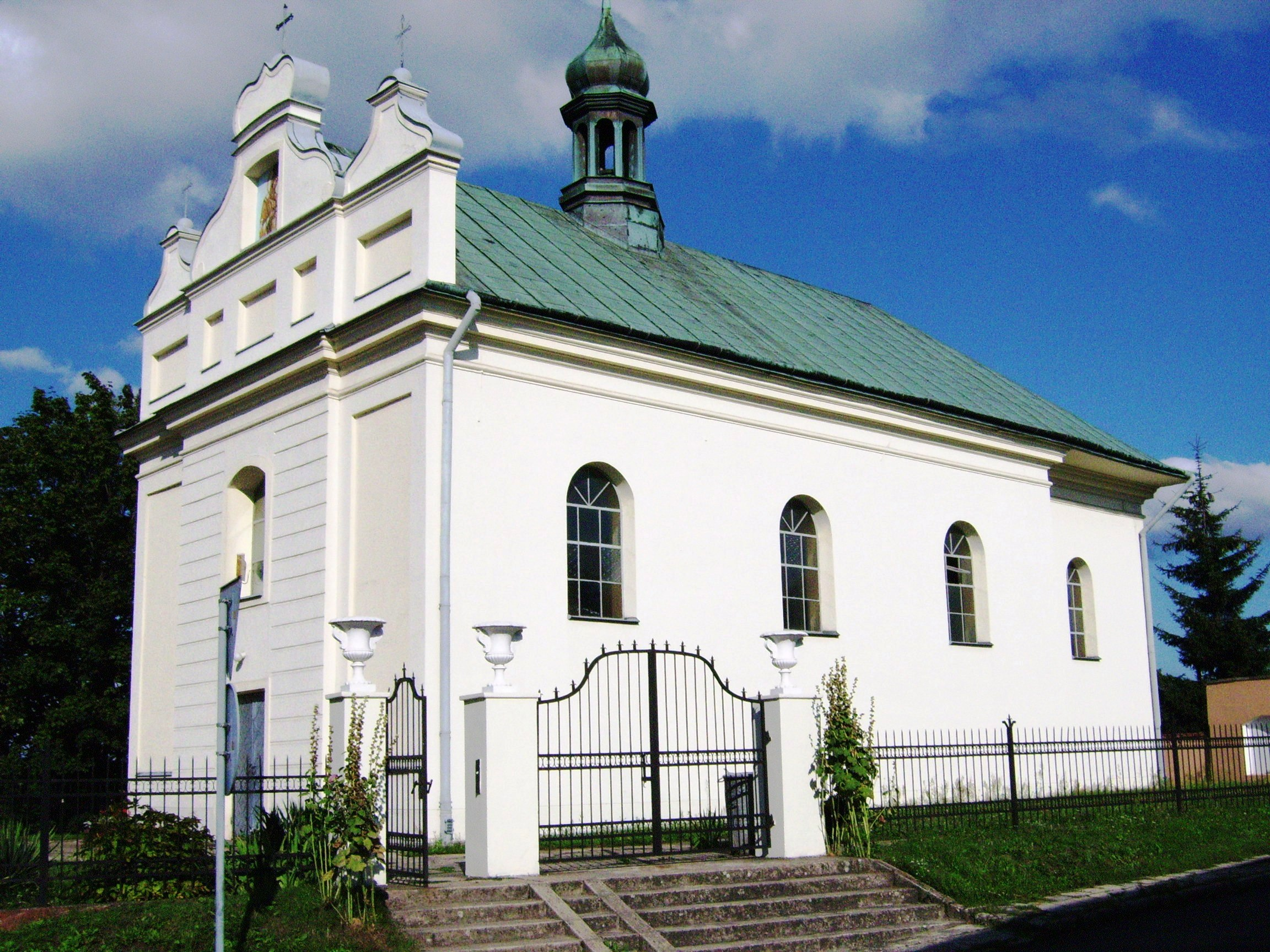
Kościół filialny (widok z rynku)